# 第2次坂下門乱入事件

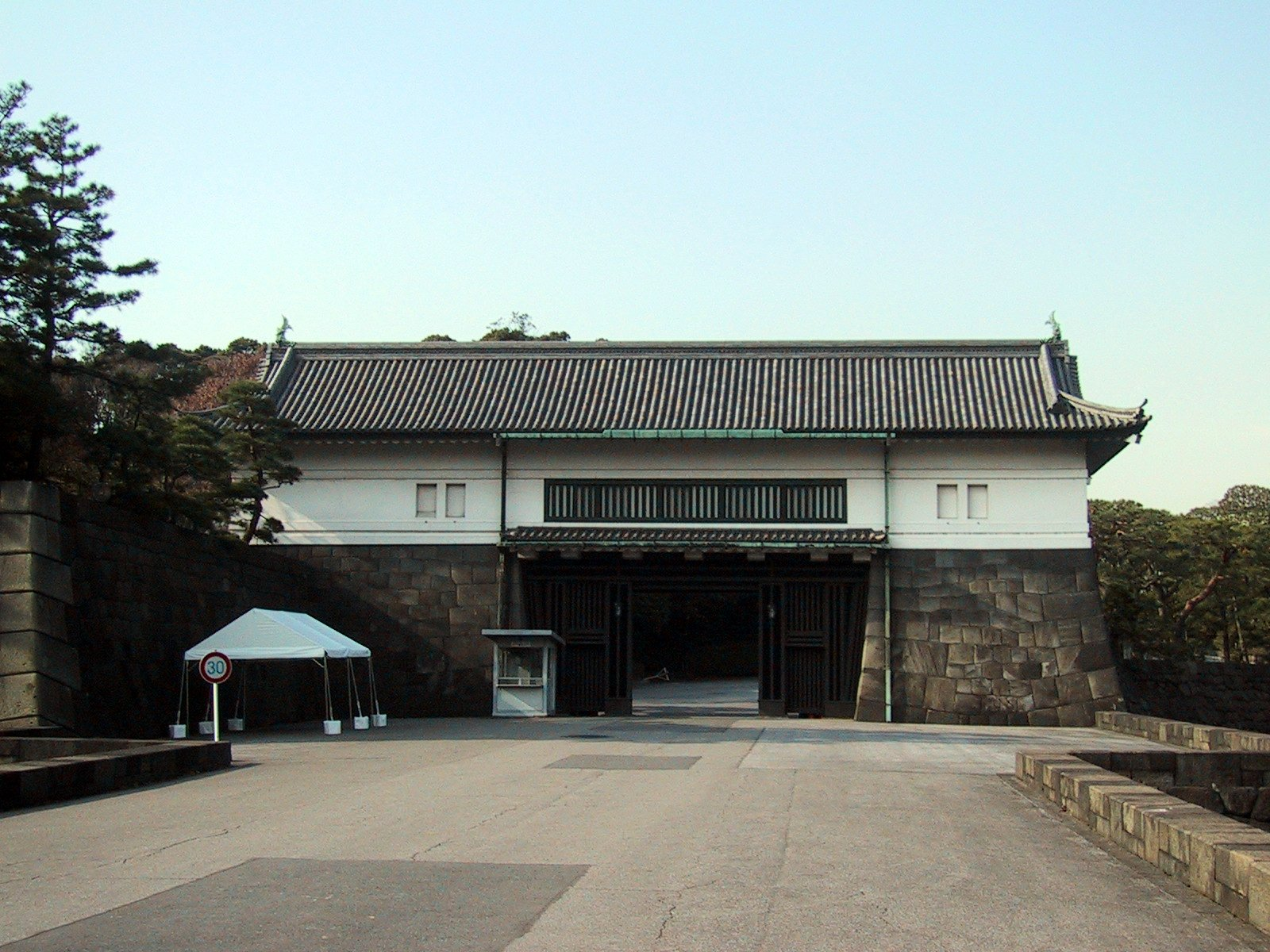
事件の舞台となった坂下門

第2次坂下門乱入事件（だいにじさかしたもんらんにゅうじけん）とは、1975年（昭和50年）7月12日に東京都千代田区で発生したテロ事件。

## 事件の発端
1975年7月20日から翌年1976年1月18日にかけて沖縄国際海洋博覧会が開催されることになった。日本の新左翼は復帰後の沖縄経済の混乱や皇室の戦争責任問題を絡めて、皇室に対するテロ攻撃、いわゆる「反皇室闘争」を激化させていた。
沖縄国際海洋博覧会絡みでは、他にもひめゆりの塔事件やエスメラルダ号火炎瓶投擲事件などの新左翼によるテロ事件が発生している。

## 事件の概要
1975年7月12日午後1時5分、白のセドリック車が皇居坂下門前に向かって猛スピードで突進してきた。警備の皇宮護衛官は制止しようとしたが、それを振り切って、車両阻止柵もろとも突破した。そして、たまたま所用で皇居に入ろうとしていたタクシーに追随して皇居内に侵入しようと目論み、そのタクシーに追突した。
皇宮護衛官が不審車を排除しようとしたところ、犯人4人が車から飛び出し、「皇太子訪沖阻止」「沖縄海洋博粉砕」のアジビラをばら撒き、赤旗を掲げて皇居内に侵入しようとした。
門前で1人を逮捕したものの、残りの3人は鉄パイプを振り回しながら皇居内に侵入、宮内庁庁舎に向かって走り出したが、庁舎に至る前に全員確保、現行犯逮捕した。

## 犯人
その後の調べで、犯人は「首都圏青年連絡会議」構成員の
- 早稲田大学生　25歳
- 立正大学生　　22歳
- 武蔵大学生　　21歳
- 明治大学生　　25歳

と判明した。
首都圏青年連絡会議は、前年の1974年に結成されたノンセクト・ラジカル系の新左翼党派で、当時20人ぐらいの構成員を擁していた。